# La taverna de l'irlandès
La taverna de l'irlandès (títol original: Donovan's Reef) és una pel·lícula estatunidenca produïda el 1963 i protagonitzada per John Wayne. Va ser dirigida per John Ford i rodada a Kauai, Hawaii. És una pel·lícula que clama contra la injustícia del racisme dels anys de la postguerra. Es tracta d'una comèdia, considerada una obra menor dins de la cinematografia de Ford. Està doblada al català.
El repartiment inclou a Elizabeth Allen, Lee Marvin, Jack Warden, Dorothy Lamour i Cesar Romero.

## Argument
A l'illa Haleakaloha de la Polinèsia Francesa s'han establert tres antics veterans de guerra: en Michael "Guns" Donovan que regenta la taverna Donovan´s reef, el seu antic company, Thomas "Boats" Gilhooley, amb qui va coincidir en el mateix vaixell durant la guerra i William "Doc" Dedham, un antic oficial i l'únic metge de l'arxipèlag. Els tres viuen afablement en el seu paradís particular on, especialment en Guns i en Boats, comparteixen begudes, aventures i baralles a la taverna d'en Donovan.
No obstant això la seva idíl·lica vida es veurà trastocada amb l'arribada de la rica Miss Amelia Dedham, dirigent d'una gran empresa de vaixells a Boston, que ve amb el propòsit de trobar al seu pare, el doctor Dedham. Aquest, el qual mai ha vist, té tres fills, Lelani, Sally i Luke Dedham, fruit d'una relació amb una nadiua de les illes. Per a ocultar aquest fet, en Donovan es farà passar pel pare dels tres fills del doctor el que portarà una infinitat de malentesos, embolics i enfrontaments entre els protagonistes.
A part, el governador de l'illa, que també s'assabenta de l'arribada de l'Amelia, tracta de casar-se amb aquesta pels seus diners, la qual cosa portarà a més embolics. No obstant això, a poc a poc, l'Amelia s'adonarà que alguna cosa no quadra i començarà a investigar. Finalment descobreix la veritat, accepta als seus familiars, que no coneixia, repudia al governador per les seves intrigues i, malgrat l'engany, s'enamora d'en Donovan. Els dos finalment es casen i es queden a l'illa amb la resta.

## Repartiment
- John Wayne com Michael Patrick "Guns" Donovan
- Lee Marvin com Thomas Aloysius 'Boats' Gilhooley
- Elizabeth Allen com Amelia Dedham
- Jack Warden com Dr. William Dedham
- Cesar Romero com Andre de Lage
- Dick Foran com Sean O'Brien
- Dorothy Lamour com Miss Lafleur
- Marcel Dalio com pare Cluzeot
- Mike Mazurki com Monk Menkowicz
- Cherylene Lee com Sarah 'Sally' Dedham
- Jeffrey Byron com Luke Dedham
- Edgar Buchanan com Francis X. O'Brian
- Patrick Wayne com tinent australià. (sense acreditar)

## Crítica
La pel·lícula va obtenir crítiques regulars i en general és considerada una obra mediocre, amb un guió predictible, acudits i acudits que es basen en l'explotació de prejudicis (per criticar el racisme imperant), de contínues baralles i referències al puritanisme de l'època. És una pel·lícula contra el racisme de la postguerra però molt inferior a altres pel·lícules tant americanes com japoneses sobre l'època. A.H. Weiler del New York Times va escriure de la pel·lícula que era "pur artifici efectuat per als amics de passar-ho bé amb un estil veritablement contagiós", Per la seva part Variety va dir d'ella que s'havia emprat la "llei del mínim esforç" encara que va lloar el treball en fotografia.

## Taquilla
La taverna de l'irlandès va obtenir un discret èxit financer. Amb un pressupost de $2.686.000 la pel·lícula va recaptar als Estats Units $6,600,000 i va ocupar el lloc número 24 de les pel·lícules més taquilleres de 1963 obtenint uns beneficis de 3,3 milions de dòlars.